# نيت بلاكويل
نيت بلاكويل (بالإنجليزية: Nate Blackwell)‏ مواليد 15 فبراير 1965 في فيلادلفيا، هو لاعب كرة سلة أمريكي معتزل. بدأ مسيرته الاحترافية في سنة 1987. تم اختياره من قبل فريق سان أنطونيو سبرز خلال الدرافت. حمل الرقم 3. يبلغ طوله 6 قدم 4 بوصة (1.9 م). اعتزل اللعب في 1987.

## روابط خارجية
- نيت بلاكويل على موقع إن بي أي (الإنجليزية)
- نيت بلاكويل على موقع سبورتس رفرنس (الإنجليزية)
- نيت بلاكويل على موقع كرة السلة الأوروبية.كوم (الإنجليزية)
- نيت بلاكويل على موقع كلية كرة السلة في سبورتس رفرنس.كوم (الإنجليزية)
- نيت بلاكويل على موقع ريلجم (الإنجليزية)
- نيت بلاكويل على موقع بروبوليرز (الإنجليزية)